# Maaike Meijer
Maria Johanna Helena (Maaike) Meijer (Eindhoven, 25 januari 1949) is een Nederlands neerlandica en feministische literatuurwetenschapper.

## Loopbaan
Maaike Meijer promoveerde in 1988 cum laude aan de Universiteit Utrecht op het proefschrift De lust tot lezen. Zij was daarna tien jaar verbonden aan de Universiteit Utrecht, waar zij leiding gaf aan de doctoraalspecialisatie vrouwenstudies. Ze was van 1997 tot 1999 als bijzonder hoogleraar de eerste bekleedster van de Opzij-leerstoel aan de Universiteit Maastricht met als leeropdracht Gender, representatie en macht. Van 1998 tot haar emeritaat in 2014 was ze gewoon hoogleraar genderstudies bij het Centrum voor Gender en Diversiteit van dezelfde universiteit. Zij werkt onder meer aan poëzietheorie en cultuurstudies. In 2011 verscheen van haar hand een biografie van M. Vasalis. Maaike Meijer heeft 33 promovendi begeleid, onder wie Marianne Vogel.

## Lesbisch feministisch activisme
In 1972 was Meijer een van de oprichtsters van de provocerende lesbisch feministische actiegroep Paarse September. In 1977 was Meijer betrokken bij het organiseren van een grote homodemonstratie, die achteraf gezien wordt als de eerste Nederlandse Roze Zaterdag.
In 1979 verscheen het Lesbisch Prachtboek, dat voortkwam uit het collectief Lesbian Nation en Meijer was lid van de redactie. Met de opbrengst ervan werd het lesbisch tijdschrift Lust en Gratie opgezet, waar Meijer lid was van de eerste redactie en artikelen schreef. Daarnaast was ze columniste voor het lesbische tijdschrift Diva.